# Georges Brouardel
Georges Brouardel, né le 6 mai 1869 à Paris où il est mort le 15 juillet 1959, est un médecin français.

## Biographie
Il est président de l'Académie nationale de médecine en 1945 et de la Croix-Rouge française de 1947 à 1955.

## Décorations
- Grand-croix de la Légion d'honneur Il reçoit la grand-croix de la Légion d'honneur le 25 mars 1958 des mains du président René Coty[2].
- Grand officier de l'ordre de Léopold II
- Commandeur de l'ordre de la Santé publique